# Turneroxylon
Turneroxylon (лат.) — род вымерших эвдикот неопределённого систематического положения, представленный единственным видом Turneroxylon newmexicoense. Ископаемые остатки были обнаружены на территории современных Соединённых Штатов Америки в верхнемеловых отложениях (верхний кампан).

## История исследования
Был описан Эмилио Эстрадом-Руизом, Элизабетой Уилер, Гарлэндом Р. Апчерчом младшим и Грегом Х. Маком в 2018 году по окаменелому стволу, найденному в верхнекампанских отложениях формации МкРей, Нью-Мексико, (США).

## Описание
Имеет внешние сходства с представителями семейства диллениевых, но отличается более узкими лучами. Минимальный диаметр оси больше 10 см.